# Gesellschaft für Ganzheitsforschung
Die Gesellschaft für Ganzheitsforschung ist ein Verein zur Wahrung und Weiterentwicklung  des philosophischen, wissenschaftlichen und gesellschaftspolitischen Vermächtnisses von Othmar Spann. Dazu gehörten Auswertung des Nachlasses von Othmar Spann und die Herausgabe der 1963 bis 1979 erschienenen sogenannten Othmar Spann-Gesamtausgabe. Der Verein wurde 1956 auf Initiative Walter Heinrichs in Wien gegründet. Die anfängliche Mitgliedschaft war größtenteils identisch mit dem früheren sogenannten Spannkreis. 2006 stellte der Verein seine Aktivitäten weitgehend ein.

## Publikationen und Treffen
Beim ersten Jahrestreffen der Gesellschaft am 21. März 1957 im Auditorium maximum der Hochschule für Welthandel in Wien hielt Hans Sedlmayr den offiziellen Eröffnungsvortrag. Von Anfang an wurden neben den Jahrestreffen auch Arbeitskreise angeboten, die sich monatlich in abendlichen Sitzungen trafen, wobei Vorträge und Kurse auf dem Programm standen. Wiener Arbeitskreise trafen sich bis 2006, die in Graz stellten ihre Treffen bereits 1966 ein, die in Klagenfurt und Salzburg um 1989 und der in Linz 2000. 
Die Gesellschaft für Ganzheitsforschung verfügte seit Februar 1957 über ein Vereinszeitschrift, das Mitteilungsblatt der Gesellschaft für Ganzheitsforschung, aus dem 1959 die Zeitschrift für Ganzheitsforschung wurde. Zwischenzeitlich gab er auch eine Rezensions-Zeitschrift heraus, den Schrifttumsspiegel, der von 1971 bis Ende der 1990 erschien. Beim 56. Vereinstreffen wurde am 24. September 2006 beschlossen, keine weiteren Treffen zu veranstalten und auch Zeitschrift für Ganzheitsforschung einzustellen.

## Einzelnachweis
1. ↑  Die laut AGSÖ lediglich eine umfangreiche Werkauswahl ist, siehe Weblinks.